# Hyperolius discodactylus
Espèce
Synonymes
- Hyperolius alticola Ahl, 1931

Statut de conservation UICN

 LC  : Préoccupation mineure
Hyperolius discodactylus est une espèce d'amphibiens de la famille des Hyperoliidae.

## Répartition
Cette espèce se rencontre entre 1 600 et 2 700 m d'altitude, :
- dans l'ouest du Rwanda ;
- dans l'ouest du Burundi ;
- dans le sud-ouest de l'Ouganda ;
- dans l'est de la République démocratique du Congo.

## Publication originale
- Ahl, 1931 : Amphibia, Anura III, Polypedatidae. Das Tierreich, vol. 55, p. 477.